# Chuck Norris
Carlos Ray "Chuck" Norris (født 10. marts 1940) er en amerikansk skuespiller og kampsportsekspert.
Hans gennembrud kom i 1972 da han spillede skurk i Bruce Lee-filmen Way of the Dragon. De to udkæmper i slutningen af filmen en episk kamp i Colosseum i Rom.
Han er kendt fra en del spillefilm og fra tv-serien Walker, Texas Ranger.
Han er også kendt for filmene The Delta Force 1 og 2 og Missing in Action 1, 2 og 3.

## Politiske og religiøse synspunkter
Chuck Norris har i de senere år markeret sig som "politisk aktivist" med politisk stærkt konservative synspunkter, og skriver for flere konservative webmedier, bl.a. det konservative World Net Daily, der beskrives som yderligtgående og stærkt højreorienteret. Han har offentligt anbefalet flere konservative republikanske politikere op til amerikanske valg, bl.a. Donald Trump, Mike Huckabee og Ted Cruz.
Norris er erklæret kristen. Han har skrevet bøger, hvori kristent livssyn og værdier har en fremtrædende plads.

## Populærkultur
Norris er omdrejningspunktet i et internetfænomen kendt som Chuck Norris Facts som dokumenterer og proklamerer Chucks fiktive og ofte heroiske evner og karakteristika.